# تیرولیت
تیرولیت  (به انگلیسی: Tyrolite) با فرمول شیمیایی Ca2 Cu9 [(OH)10 - (AsO4)4]. 10H2O از مجموعه کانی هاست و قابل انعطاف، با قابلیت هدایت الکتریسیته و محلول در اسیدها. در اثر حرارت رنگ آن می‌پردودراثرذوب بوئی مانند سیر دارد. با آب مقطر شسته و تمیز می‌شود. از کلمه Tyrol (اتریش) مشتق شده‌است. محلول در اسیدها، در اثر حرارت رنگ آن می‌پرد و دراثرذوب بوئی مانند سیردارد. با آب مقطر شسته و تمیز می‌شود. CaO:۷٫۱۲٪ CuO:۳۶٫۳۲٪ As2O۵:۳۹٫۳۹٪ H2O:۱۷٫۱۷٪ برای اولین بار در چک اسلواکی کشف شد و از نظر شکل بلور: پهن و کوتاه - فلسی، رنگ: سبز روشن - سبز متمایل به آبی - خاکستری - آبی، شفافیت: نیمه شفاف، جلا: شیشه‌ای - صدفی، رخ: کامل - مطابق باسطح، سیستم تبلور: ارترومبیک و در رده‌بندی آرسنیات است و منشأ تشکیل آن ثانوی است.
همایند کانی‌شناسی (پارانژ) آن - لانژیت- بروکانتیت- کالکوفیلیت- مالاکیت و غیره است.
، از نظر ژیزمان بلورهای کوچک - تجمع ورقه‌ای ریز و بادبزنی - قشری - تجمع خوشه‌ای تقریباً کمیاب است و بیشتر در آلمان شرقی و غربی، اسپانیا، چک اسلواکی و آمریکا یافت می‌شود.